# Maciej Żurawski
Maciej Stanisław Żurawski  (Poznań, 1976. szeptember 11. –) lengyel válogatott labdarúgó. A Lengyel Bajnokságban kétszer végzett a góllövőlista élén. 72-szer képviselte hazáját, köztük a 2002-es és a 2006-os világbajnokságon, valamint a 2008-as Európa-bajnokságon is.

## Pályafutása klubokban

### Wisla Krakow
Zurawski az Ekstraklasa nevű lengyel bajnokságban a Wisla Kraków csapatában debütált első profi mérkőzésén az LKS Łódź klubja ellen 1999. november 2-án.
Az első gólját az Odra Wodzisław ellen szerezte 2000. március 4-én, csapata az Ekstraklasa 2000–2001-es kiírását megnyerte. Zurawski 27 mérkőzésen 21 gólt szerzett, és ezzel gólkirály lett.
A 2002–2003-as szezonban Zurawski remekül játszott az UEFA-kupában 10 mérkőzésén 10 gólt szerzett, hetet három csapatnak lőtt; a Parmának, a Schalkénak, valamint az SS Lazio gárdájának. Ezek után Zurawskit nevezték ki a csapat kapitányának Kamil Kosowski helyett.
A 2003–2004-es szezonban Zurawski folytatta gólgyártását. 26 mérkőzésen 20 gólt lőtt, csapata pedig ismét begyűjtötte a bajnoki címet, és ismét ő lett a bajnokság gólkirálya.
A 2004–2005-ös kiírásban a lengyel gárda zsinórban megszerezte a harmadik bajnoki címét is, Zurawski pedig 24 góllal járult hozzá a sikerhez, 25 pályára lépést követően.

## Pályafutása a válogatottban

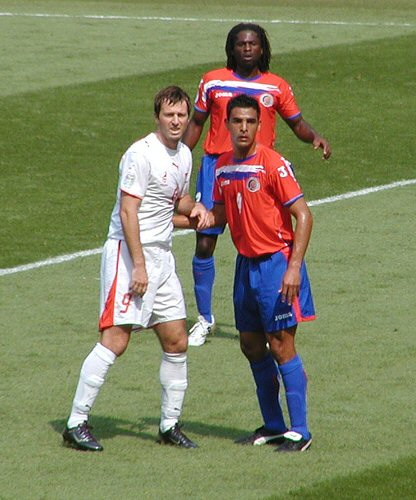
Żurawski a 2006-os világbajnokságon Costa Rica ellen.

### 2002-es világbajnokság
Zurawskit a menedzser benevezte a lengyel 23 fős keretbe, miután a csapat kvalifikálta magát a világbajnokságra. Mindhárom mérkőzésen játszott, bár az USA ellen kiállították. A válogatott csoportjából nem jutott tovább.

### 2006-os világbajnokság
A lengyel válogatott ismét kijutott a világbajnokságra, és Zurawski ismét meghívott kapott, ezúttal a német világversenyre. Csapata a csoportban a harmadik helyen végzett, egyedül Costa Ricát sikerült legyűrniük, a házigazda és az ecuadori válogatott is legyőzte a lengyeleket. A támadó mind a három mérkőzésen lehetőséget kapott.

### 2008-as Európa-bajnokság
Zurawskit az Európa-bajnokságon a keret csapatkapitányává választották, azonban a németek ellen lesérült, és ez azt jelentette, hogy a tornán már nem játszhat. A lengyelek a csoport utolsó helyén végeztek.